# Virginia (jogo eletrônico)
Virginia é um jogo eletrônico de aventura e mistério em primeira pessoa desenvolvido pela Variable State e publicado pela 505 Games. Ele foi lançado digitalmente para Microsoft Windows, PlayStation 4, Xbox One e OS X em 22 de setembro de 2016. O jogo segue a história de Anne Tarver, uma agente especial do FBI que está investigando seu primeiro caso; o desaparecimento de um menino na zona rural da Virgínia. O jogo foi dirigido por Jonathan Burroughs e Terry Kenny e a música foi composta por Lyndon Holland. Burroughs, Kenny e Holanda co-escreveram o roteiro.
O jogo foi anunciado pela primeira vez em julho de 2014 e estava originalmente previsto para ser lançado em 2015. Um protótipo do jogo foi exibido na Future of StoryTelling de 2014 e na EGX Leftfield Collection daquele ano. Em 30 de agosto de 2016, foi anunciado que a divisão da 505 Games publicaria o jogo. Uma demonstração foi lançada na Steam no intuito de coincidir com o anúncio.

## Jogabilidade
Virginia é um jogo de aventura e mistério em primeira pessoa que acontece em uma Virgínia fictícia no ano de 1992. Os jogadores assumem o papel de Anne Tarver, um agente do FBI que é designada como parceira da agente especial Maria Halperin. Grande parte do jogo envolve o jogador, como Tarver, na companhia do Halperin, que é uma personagem não jogável, viajando entre locais, interagindo com outros personagens e com objetos nos ambientes. As transição de cenários são feitas utilizando edição cinematográfica em tempo real, com cortes e dissoluções ocorrendo conforme ditado pela história, isso impulsiona os eventos para frente e justapõe momentos de efeito dramático.

## Premissa
Nos últimos dias do verão de 1992, os jogadores investigam o desaparecimento de Lucas Fairfax, um jovem da fictícia cidade rural de Kingdom, na Virgínia. O jogo é experimentado através dos olhos de Anne Tarver, uma agente especial do FBI investigando o seu primeiro caso. Como detetive novata, ela está emparelhada com uma parceira experiente, Maria Halperin, a quem os superiores de Tarver instruem a manter um olhar atento. À medida que a história avança, a confiança de uma na outra é testada e sua investigação se encaminha até uma reviravolta sobrenatural.

## Recepção
No Metacritic, o jogo possui uma avaliação de 80% no Xbox One, 77% no PlayStation 4 e 74% no PC. O The Daily Telegraph deu 5 estrelas para o jogo, dizendo: "É o jogo que títulos como Dear Esther, Gone Home e Firewatch têm insinuado, mas de uma maneira que evolui a forma narrativa interativa muito além de qualquer coisa que já vimos". A revista TIME avaliou o jogo com 4,5 de 5 dizendo que "existem belos e reverberantes momentos neste jogo, concedido por suas palavras e explicações ausentes". O Game Informer avaliou o jogo com 9,25 de 10, dizendo que "Virginia é um suspense que atinge um bom equilíbrio entre a narrativa e a interação de uma maneira que os jogos de aventura em primeira pessoa dirigidos pela narrativa não realizaram desde sua criação". O PC Gamer deu uma classificação de 72% para o jogo, dizendo:" Um suspense cinematográfico liso, mas a interação é limitada e a história perde o foco no ato final".  Caitlin Cooke, do Destructoid, concordou dizendo que o jogo "sacrifica tristemente a capacidade do jogador de absorver o que está acontecendo em torno deles por causa da cinemática" e que a história "desmorona no final".

## Prêmios e indicações
A revista TIME, o The Washington Post e o The Telegraph incluíram Virginia em suas respectivas listas dos 10 melhores jogos de 2016.
| Ano  | Prêmio                            | Categoria                   | Resultado | Ref           |
| ---- | --------------------------------- | --------------------------- | --------- | ------------- |
| 2016 | Fun & Serious Titanium Awards     | Melhor Jogo Indie           | Indicado  | [ 17 ]        |
| 2016 | Fun & Serious Titanium Awards     | Melhor Trilha Sonora        | Indicado  | [ 17 ]        |
| 2016 | Global Game Awards                | Melhor Aventura             | Indicado  | [ 18 ]        |
| 2016 | Global Game Awards                | Melhor Audio                | Indicado  | [ 18 ]        |
| 2016 | Global Game Awards                | Melhor Indie                | Indicado  | [ 18 ]        |
| 2016 | Unity Awards 2016                 | Melhor Jogo para PC/Console | Indicado  | [ 19 ]        |
| 2017 | Independent Games Festival        | Melhor Áudio                | Indicado  | [ 20 ]        |
| 2017 | Independent Games Festival        | Excelência em Narrativa     | Indicado  | [ 20 ]        |
| 2017 | Independent Games Festival        | Excelência em Arte Visual   | Indicado  | [ 20 ]        |
| 2017 | Independent Games Festival        | Prêmio Nuevo por inovação   | Indicado  | [ 20 ]        |
| 2017 | Writers' Guild Awards 2017        | Melhor Roteiro em um Jogo   | Venceu    | [ 21 ] [ 22 ] |
| 2017 | 13th British Academy Games Awards | Jogo Britânico              | Indicado  | [ 23 ]        |
| 2017 | 13th British Academy Games Awards | Jogo de Estreia             | Indicado  | [ 23 ]        |
| 2017 | 13th British Academy Games Awards | Música                      | Venceu    | [ 24 ]        |
| 2017 | Develop Awards 2017               | Jogos de IP Novas           | Indicado  | [ 25 ]        |
| 2017 | Develop Awards 2017               | Animação                    | Indicado  | [ 25 ]        |
| 2017 | Develop Awards 2017               | Montagem Visual             | Indicado  | [ 25 ]        |
| 2017 | Develop Awards 2017               | Montagem Musical            | Indicado  | [ 25 ]        |